# Lípkovo
Lípkovo (en macedoni: Липково, en albanès: Likovë) és una ciutat dins Macedònia del Nord. És la seu del municipi de Lípkovo.

## Història
Lípkovo va ser una ciutat estratègica durant el conflicte armat de l'any 2001 mantingut entre l'Exèrcit d'Alliberament Nacional Albanès i l'Exèrcit de Macedònia del Nord. Actualment proporciona, mitjançant un embassament, aigua i electricitat a la regió de Kumànovo.

## Demografia
Segons el cens de 2002 tenia 2.644 habitants. Els seus grups ètnics inclouen els albanesos (2.631), els macedonis (2) i d'altres (11)